# الیف (آرابان)
الیف (به ترکی استانبولی: Elif) یک منطقهٔ مسکونی در ترکیه است که در استان غازی عینتاب واقع شده‌است. الیف ۳٬۴۶۰ نفر جمعیت دارد و ۶۳۰ متر بالاتر از سطح دریا واقع شده‌است.